# Nakhon Nayok (rivière)
La Nakhon Nayok (thaï แม่น้ำนครนายก) est une rivière de l'Est de la Thaïlande tributaire de la Bang Pakong.
Elle prend sa source dans le Parc national de Khao Yai, traverse la ville de Nakhon Nayok et rejoint la Prachin Buri à Pak Nam Yotaka, dans la province de Prachinburi, où le fleuve créé par leur confluence prend le nom de Bang Pakong.